# ジレ・ミュラー
- ジル・ミュラー

ジレ・ミュラー（Gilles Müller、1983年5月9日 - ）は、ルクセンブルク・ルクセンブルク市出身の男子プロテニス選手。ATPワールドツアーでシングルス2勝がある。自己最高ランキングはシングル21位、ダブルス74位。身長193cm、体重92kg。左利き、バックハンド・ストロークは両手打ち。
「ジル・ミュラー」「ギル・ミュラー」とも表記される。

## 選手経歴

### ジュニア時代
5歳からテニスを始め、高校を卒業した16歳からフランスに留学する。ジュニア選手時代は、2001年ウィンブルドン選手権男子ジュニアシングルス部門で準優勝した後、続く全米オープン男子ジュニアで優勝がある。
| ジュニアグランドスラム |    |    |    |
| 全豪オープン           | A  | A  | SF |
| 全仏オープン           | Q1 | Q1 | 3R |
| ウィンブルドン         | A  | A  | F  |
| 全米オープン           | A  | A  | W  |

### 2001年 プロ転向
同年にプロ転向し、男子テニス国別対抗戦・デビスカップルクセンブルク代表選手に選ばれた。

### 2002-2003年
男子テニスツアーの下部組織の大会を回っていた時期、2002年3月に日本の大阪でプレーし、2003年3月には京都でプレーしたことがある（ともに2回戦で敗退）。

### 2004年 ツアー初の決勝進出
2004年全豪オープンで4大大会デビューを果たす。同年8月にレッグ・メーソン・テニス・クラシックで男子プロテニスツアーに初の決勝進出を果たしたが、レイトン・ヒューイットに3-6, 4-6で敗れた。この年も来日し、10月のジャパン・オープン・テニス選手権で準々決勝まで進出した。

### 2005年 ツアー2度の決勝進出
2005年度の4大大会で、ミュラーは立て続けに番狂わせを起こす。ウィンブルドンの2回戦では、先の全仏オープンで優勝したばかりのラファエル・ナダルを6-4, 4-6, 6-3, 6-4で破り、全米オープンでは1回戦で地元アメリカのエース、アンディ・ロディックに7-6, 7-6, 7-6で勝利した。ウィンブルドンの後、7月下旬にカントリーワイド・クラシックで2度目のツアー決勝進出を果たしたが、アンドレ・アガシに敗れている。

### 2006年 トップ100圏外
2006年10月、ミュラーは世界ランキングトップ100から陥落してしまう。

### 2007年
2007年全豪オープンでは、1回戦で2004年全仏オープン優勝者のガストン・ガウディオを破ったが、続く2回戦で第3シードのニコライ・ダビデンコに4-6, 0-6, 3-6で完敗した。2007年ウィンブルドン以後、彼は4大大会でもしばらく予選敗退が続いた。

### 2008年 全米ベスト8
2008年全米オープンで久々に予選を通過したミュラーは、この大会でベスト8に進出し、ルクセンブルク出身のテニス選手として史上最高成績を出した。2回戦のトミー・ハース、3回戦のニコラス・アルマグロ戦の2試合連続で、2セット・ダウン（先に相手に2セットを取られた状態）からの逆転勝利を収めると、4回戦でも第5シードのニコライ・ダビデンコを6-4, 4-6, 6-3, 7-6で倒した。初進出の準々決勝では、第2シードのロジャー・フェデラーに6-7, 4-6, 6-7のストレートで敗れた。この活躍により、彼は2年ぶりに世界ランキング100位以内にも復帰した。

### 2009年 グランドスラム3回戦進出
2009年全豪オープンでも初の3回戦に進み、第8シードのフアン・マルティン・デル・ポトロに7-6, 5-7, 3-6, 5-7のスコアで敗れている。

### 2011年 グランドスラム4回戦進出
2011年全米オープンでミュラーは4回戦に進出した。4回戦では第2シードのラファエル・ナダルに6-7(1), 1-6, 2-6で敗れ3年ぶりのベスト8進出は逃したが、2011年10月3日のランキングで自己最高の42位を記録している。

### 2012年
2012年7月のアトランタ・テニス選手権でミュラーは7年ぶりのツアー決勝に進出した。決勝ではアンディ・ロディックに6–1, 6–7(2), 2–6で敗れ初優勝を逃した。ロンドン五輪に初出場し、シングルス2回戦でウズベキスタンのデニス・イストミンに7–6(4), 6–7(3), 5–7で敗れた。

### 2013年 怪我によるツアー離脱
2013年は左肘の怪我で長期離脱を余儀無くされる。

### 2014年 トップ50復帰
2014年に復帰しトップ50に返り咲く。

### 2015年 トップ40入り
2015年全豪オープンでは第13シードのロベルト・バウティスタ・アグート、第19シードのジョン・イズナーらを破り4回戦に進出。2月16日のランキングで自己最高の34位を記録した。ジャパン・オープンでもベスト4に入り、2015年の年間最終ランキングは38位であった。

### 2016年 リオ五輪3回戦進出
2016年のロスマーレン・グラスコート選手権では準々決勝で第1シードのダビド・フェレールを破ると、準決勝で第3シードのイボ・カロビッチに勝利し、3年ぶりに決勝進出。決勝でニコラ・マユに敗れ、初優勝ならず。テニス殿堂選手権でも決勝に進出するが、イボ・カロビッチに7–6(2), 6–7(5), 6–7(12)の接戦の末敗れ、またしても初優勝はならなかった。2016年リオデジャネイロオリンピックでは開会式でルクセンブルク選手団の旗手を務める。シングルスでは2回戦で第5シードのジョー＝ウィルフリード・ツォンガに6-4, 6-3で勝利。3回戦でロベルト・バウティスタ・アグートに4-6, 6-7(4)で敗れた。シーズン後半はジャパン・オープンでは1回戦で第2シードのトマーシュ・ベルディハに勝利しベスト8、スイス・インドアでは1回戦で第6シードのグリゴール・ディミトロフに勝利し、準決勝で第3シードの錦織圭に敗れたもののマッチポイントを握る善戦でベスト4と、ATP500の大会で続けて好成績を挙げる。年間最終ランキングは自己ベストタイの34位。

### 2017年 ウィンブルドンベスト8 ツアー初優勝
2017年1月のシドニー国際では準決勝で2連覇中のビクトル・トロイツキを破り6度目の決勝進出。決勝でダニエル・エバンスに7-6(5), 6-2で勝利し、33歳で悲願のツアー初優勝を果たした。大会後のランキングで自己最高の28位を記録。6月のリコー・オープン決勝でイボ・カロビッチに7-6(5), 7-6(4)で勝利しツアー2勝目を挙げる。ウィンブルドンでは4回戦で第4シードのラファエル・ナダルに6-3, 6-4, 3-6, 4-6, 15-13で勝利しウィンブルドンで初、グランドスラムでは2008年全米オープン以来のベスト8進出を果たす。準々決勝で第7シードのマリン・チリッチに6-3, 6-7(6), 5-7, 7-5, 1-6で敗れた。

### 2018年 引退
ミュラーは2018年の全米オープンを最後に現役を引退した。

## ATPツアー決勝進出結果

### シングルス: 8回 (2勝6敗)
| 大会グレード                            |
| グランドスラム (0-0)                    |
| ATPワールドツアー・ファイナル (0-0)     |
| ATPワールドツアー・マスターズ1000 (0-0) |
| ATPワールドツアー・500シリーズ (0-0)    |
| ATPワールドツアー・250シリーズ (2-6)    |

| サーフェス別タイトル |
| ハード (1–3)         |
| クレー (0-1)         |
| 芝 (1-2)             |
| カーペット (0-0)     |

| 結果   | No. | 決勝日        | 大会               | サーフェス | 対戦相手                   | スコア                  |
| ------ | --- | ------------- | ------------------ | ---------- | -------------------------- | ----------------------- |
| 準優勝 | 1.  | 2004年8月16日 | ワシントンD.C.     | ハード     | レイトン・ヒューイット     | 3–6, 4–6                |
| 準優勝 | 2.  | 2005年7月25日 | ロサンゼルス       | ハード     | アンドレ・アガシ           | 4–6, 5–7                |
| 準優勝 | 3.  | 2012年7月22日 | アトランタ         | ハード     | アンディ・ロディック       | 6–1, 6–7(2), 2–6        |
| 準優勝 | 4.  | 2016年6月13日 | スヘルトーヘンボス | 芝         | ニコラ・マユ               | 4-6, 4-6                |
| 準優勝 | 5.  | 2016年7月17日 | ニューポート       | 芝         | イボ・カロビッチ           | 7–6(2), 6–7(5), 6–7(12) |
| 優勝   | 1.  | 2017年1月14日 | シドニー           | ハード     | ダニエル・エバンス         | 7–6(5), 6–2             |
| 準優勝 | 6.  | 2017年5月7日  | エストリル         | クレー     | パブロ・カレーニョ・ブスタ | 2–6, 6–7(5)             |
| 優勝   | 2.  | 2017年6月18日 | スヘルトーヘンボス | 芝         | イボ・カロビッチ           | 7–6(5), 7–6(4)          |

### ダブルス: 2回 (0勝2敗)
| 結果   | No. | 決勝日       | 大会       | サーフェス | パートナー         | 対戦相手                                  | スコア              |
| ------ | --- | ------------ | ---------- | ---------- | ------------------ | ----------------------------------------- | ------------------- |
| 準優勝 | 1.  | 2015年8月2日 | アトランタ | ハード     | コリン・フレミング | ボブ・ブライアン マイク・ブライアン       | 6–4, 6–7(2), [4–10] |
| 準優勝 | 2.  | 2017年1月8日 | ブリスベン | ハード     | サム・クエリー     | タナシ・コキナキス ジョーダン・トンプソン | 6-7(9), 4-6         |

## 成績
略語の説明
| W | F | SF | QF | #R | RR | Q# | LQ | A | Z# | PO | G | S | B | NMS | P | NH |

W=優勝, F=準優勝, SF=ベスト4, QF=ベスト8, #R=#回戦敗退, RR=ラウンドロビン敗退, Q#=予選#回戦敗退, LQ=予選敗退, A=大会不参加, Z#=デビスカップ/BJKカップ地域ゾーン, PO=デビスカップ/BJKカッププレーオフ, G=オリンピック金メダル, S=オリンピック銀メダル, B=オリンピック銅メダル, NMS=マスターズシリーズから降格, P=開催延期, NH=開催なし.
| 大会           | 2003 | 2004 | 2005 | 2006 | 2007 | 2008 | 2009 | 2010 | 2011 | 2012 | 2013 | 2014 | 2015 | 2016 | 2017 | 2018 | 通算成績 |
| -------------- | ---- | ---- | ---- | ---- | ---- | ---- | ---- | ---- | ---- | ---- | ---- | ---- | ---- | ---- | ---- | ---- | -------- |
| 全豪オープン   | A    | 1R   | 1R   | 2R   | 2R   | LQ   | 3R   | A    | 2R   | 1R   | 1R   | A    | 4R   | 2R   | 2R   | 3R   | 12–12    |
| 全仏オープン   | LQ   | LQ   | 1R   | 1R   | LQ   | A    | 1R   | A    | LQ   | 2R   | 1R   | A    | 2R   | 1R   | 1R   | 1R   | 2–9      |
| ウィンブルドン | A    | LQ   | 3R   | 1R   | 2R   | LQ   | 1R   | LQ   | 3R   | 1R   | A    | 2R   | 1R   | 2R   | QF   | 2R   | 12–11    |
| 全米オープン   | LQ   | LQ   | 2R   | 1R   | LQ   | QF   | A    | A    | 4R   | 2R   | A    | 1R   | 1R   | 1R   | 2R   | 1R   | 10–10    |

### 大会最高成績
| 大会                 | 成績 | 年         |
| -------------------- | ---- | ---------- |
| ATPファイナルズ      | A    | 出場なし   |
| インディアンウェルズ | 3R   | 2005, 2017 |
| マイアミ             | 3R   | 2017       |
| モンテカルロ         | 2R   | 2017, 2018 |
| マドリード           | 2R   | 2017       |
| ローマ               | 1R   | 2018       |
| カナダ               | 3R   | 2015       |
| シンシナティ         | 2R   | 2017       |
| 上海                 | 1R   | 2015       |
| パリ                 | 2R   | 2016       |
| オリンピック         | 3R   | 2016       |
| デビスカップ         | Z3   | 2010       |